# 31. sydlige breddekreds
Den 31. sydlige breddekreds (eller 31 grader sydlig bredde) er en breddekreds, der ligger 31 grader syd for ækvator. Den løber gennem Atlanterhavet, Afrika, det Indiske Ocean, Australasien, Stillehavet og Sydamerika.